# Trylogia księżycowa
Trylogia księżycowa – cykl powieści fantastycznych Jerzego Żuławskiego wydany w latach 1903–1911. 
Na cykl składają się:
- Na srebrnym globie. Rękopis z Księżyca (1903)
- Zwycięzca (1910)
- Stara Ziemia (1911)

## Treść
Część pierwsza cyklu, której akcja toczy się na przełomie XIX i XX wieku, opisuje dramatyczną wyprawę ziemskich kosmonautów na Księżyc. Kosmonauci wśród ciągłych niebezpieczeństw przedzierają się przez pozbawioną tlenu księżycową pustynię, by w końcu po drugiej stronie srebrnego globu odnaleźć rozległy obszar porośnięty roślinnością i nadający się do życia. Kosmonauci osiedlają się tam, a ich potomkowie zasiedlają obszar.
Część druga cyklu, której akcja toczy się na przełomie XXIX i XXX wieku, opisuje dalszą historię potomków kosmonautów, którzy rozmnożyli się i zasiedlili Księżyc. Niestety popadli w konflikt z księżycowymi tubylcami, Szernami, którzy podbili ich. Kiedy na Księżycu pojawia się ziemski kosmonauta, Marek, ludzie biorą go za Mesjasza-Zwycięzcę, który poprowadzi ich do walki z Szernami. Marek, wykorzystując najnowsze zdobycze techniki, pomaga mieszkańcom Księżyca w walce z wrogiem, jednak przeprowadzona przez niego próba reform ustroju i likwidacja feudalizmu, obraca przeciw niemu społeczeństwo.
Część trzecia cyklu, której akcja toczy się równorzędnie z akcją Zwycięzcy, tylko że na Ziemi. Mieszkańcy planety, choć żyją w dobrobycie, nie są wolni od konfliktów. Grupa intelektualistów pragnie przejąć władzę, wykorzystując niezadowolenie robotników, którymi gardzi. Istotną funkcję pełni w powieści cudowny wynalazek - przyrząd unicestwiający materię skonstruowany przez genialnego naukowca Jacka - głównego bohatera powieści. Owa potężna broń użyta jako obiekt przetargu w rozgrywkach politycznych przyczynia się do reformy ustroju... Tworząc swoją wizję przyszłości Żuławski podejmuje polemikę z modernistycznymi koncepcjami naprawy świata.

## Analiza
Andrzej Niewiadowski opisał ten cykl jako "jedną z piękniejszych kart polskiej fantastyki naukowej", po raz pierwszy w historii polskiej literatury fantastyczno-naukowej i utopijnej, szerzej zauważony w literaturze europejskiej (cykl był tłumaczony m.in. na j. niemiecki, czeski i rosyjski).

## Ekranizacja
W 1987 roku powstała adaptacja filmowa trylogii pod tytułem Na srebrnym globie. Reżyserem filmu był Andrzej Żuławski, stryjeczny wnuk pisarza.